# Universidad Nacional de Ingeniería (Perú)
La Universidad Nacional de Ingeniería (siglas: UNI) es una universidad pública peruana ubicada en la ciudad de Lima. Fundada en 1876 como la Escuela de Ingenieros Civiles y de Minas, esta institución de carácter teórico-práctico tuvo al ingeniero polaco Eduardo de Habich como su primer director y formó parte de una iniciativa estatal que tenía por fin impulsar el desarrollo del Perú. Fue la primera escuela de ingenieros del país, posteriormente convertida en universidad en 1955. Como centro de educación politécnica está especializado en ingeniería, ciencias, y arquitectura. Su oferta académica está distribuida en once facultades que abarcan 31 carreras de pregrado, 57 programas de maestría y diez doctorados. 
Conocida por su rigurosa selectividad, la universidad cuenta con más de trece mil estudiantes y es considerada el principal centro de formación de ingenieros, científicos y arquitectos del Perú. Su campus principal se localiza en el distrito del Rímac y cuenta con un área de 66 hectáreas.

## Historia

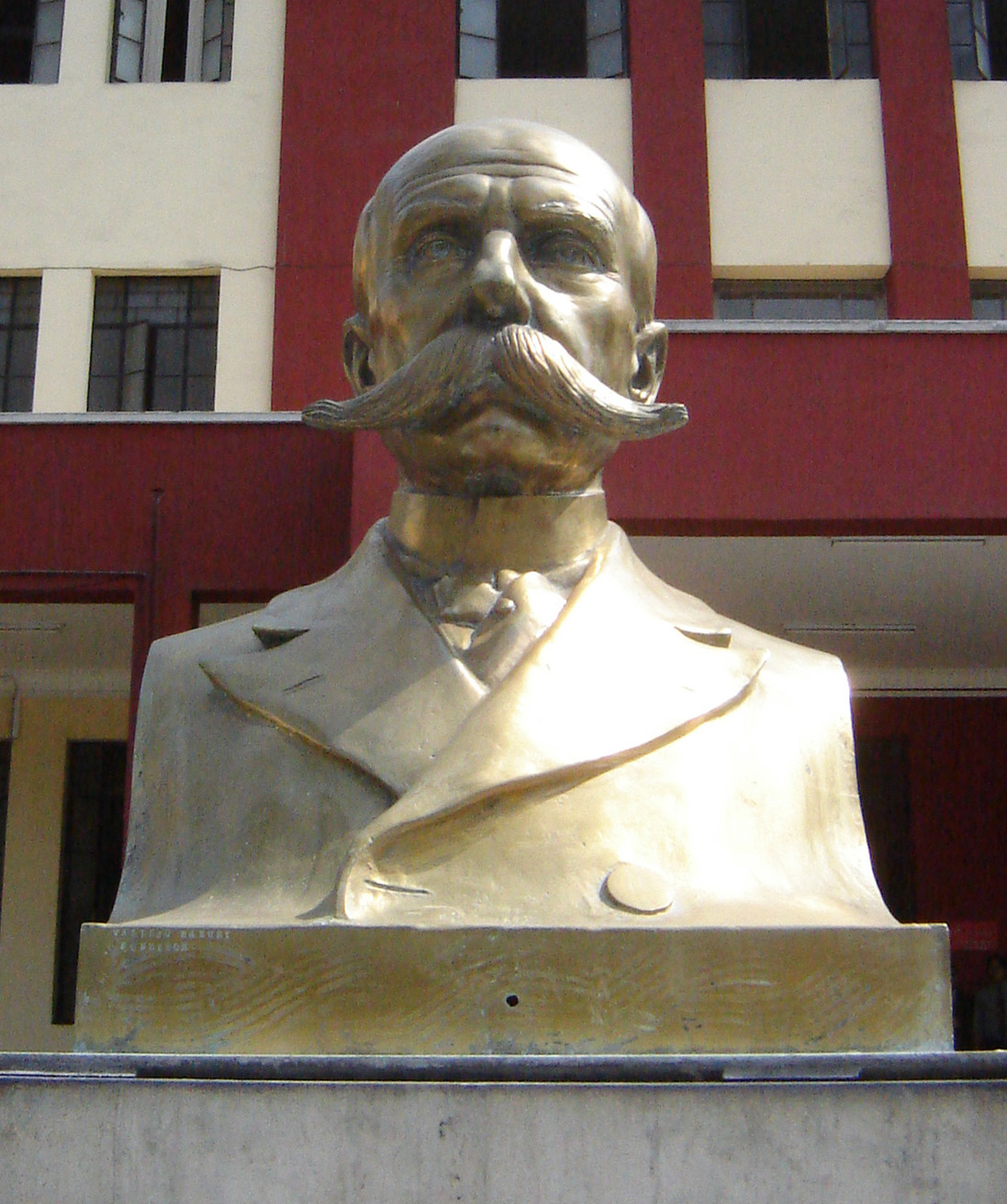
Eduardo de Habich, ingeniero polaco de formación francesa, fue el gestor de la fundación de la Escuela de Ingenieros del Perú, hoy Universidad Nacional de Ingeniería.

### Antecedentes
A mediados del siglo XIX existía en el Perú la necesidad de contar con profesionales peruanos que pudieran desarrollar grandes obras como la explotación minera, diseño y construcción de líneas férreas, desarrollo de la infraestructura de caminos, obras hidráulicas, etc. Sin embargo, no existía una formación escolarizada en ingeniería ni un cuerpo de profesionales nacionales que dirijan estos nuevos proyectos, por lo que en su mayoría se contrataba a ingenieros extranjeros y a los pocos peruanos que tenían estudios en el exterior. Aunque hubo algunas propuestas de escuelas técnicas como la Escuela de Minería de Huánuco creada por el científico peruano Mariano Eduardo de Rivero y Ustáriz en 1828, fue recién en 1852 que el Estado peruano encargó a los ingenieros franceses Charles Faraguet y Emilio Chevalier y al ingeniero polaco Ernesto Malinowski la conformación de una escuela de ingenieros civiles, sin que esta llegara a funcionar. Para 1860 se aprobó el reglamento del Cuerpo de Ingenieros y Arquitectos del Estado, organismo que además de encargarse de la ejecución de las obras públicas y de regular el ejercicio de la ingeniería y la arquitectura tuvo la competencia de acreditar tales profesiones a través de la experiencia laboral. En 1872, entrado el gobierno del presidente Manuel Pardo, se reformó el Cuerpo de Ingenieros y Arquitectos del Estado de modo que esta entidad definiera también los requisitos y procedimientos para llegar a ser ingeniero o arquitecto.
En los años siguientes surge la intención de establecer una escuela de minas, es así que en 1875 Manuel Pardo envió a Europa al ingeniero polaco Eduardo de Habich, quien trabajaba al servicio del Estado desde 1869, en busca de materiales  para la enseñanza, profesores y un programa de estudios. Dicha institución no llegó a crearse pero en su lugar se decidió abordar el problema de la instrucción pública en su conjunto con la elaboración de una ley de educación, la primera de la época republicana. Habich participó en la preparación de este documento, el Reglamento General de Instrucción Pública, donde se concibió la creación de la Escuela de Ingenieros Civiles y de Minas. El objetivo de la escuela era el de formar profesionales que dirijan los trabajos de ingeniería e impulsar el desarrollo industrial del país.

### Fundación y primeros años
La promulgación del Reglamento General de Instrucción Pública el 18 de marzo de 1876 constituye la partida de nacimiento legal de la hoy llamada Universidad Nacional de Ingeniería y marcó el inicio de la enseñanza escolarizada en ingeniería en el Perú. La ceremonia de inauguración oficial de la Escuela de Ingenieros se dio a las 3 de la tarde del 23 de julio de 1876 en las instalaciones de la histórica casona de la Universidad Nacional Mayor de San Marcos, aunque las clases habían empezado antes, el 11 de julio. Inicialmente la escuela contó con dos secciones de ingeniería: Construcciones Civiles y Minas, y se encargó también de la formación de peritos agrimensores. Además montó una red de escuelas de capataces y contramaestres de minas en varios asentamientos mineros a nivel nacional. Eduardo de Habich fue el primer director, cargo que ocuparía hasta su muerte en 1909. El cuerpo docente estaba conformado por profesionales del Cuerpo de Ingenieros y Arquitectos del Estado —entre quienes destacaban los ingenieros polacos Ksawery Wakulski, Władysław Folkierski, Wladyslaw Kluger y Aleksander Babinski—, así como por profesores de la Facultad de Ciencias de San Marcos. Para estudiar en la escuela los postulantes, que podían provenir de la escuela secundaria como de la Facultad de Ciencias de San Marcos, debían cursar de uno a dos años en una sección preparatoria antes de seguir los tres años de especialidad. En 1901 se creó la especialidad de Ingeniería Industrial en respuesta al creciente desarrollo de la industria manufacturera.

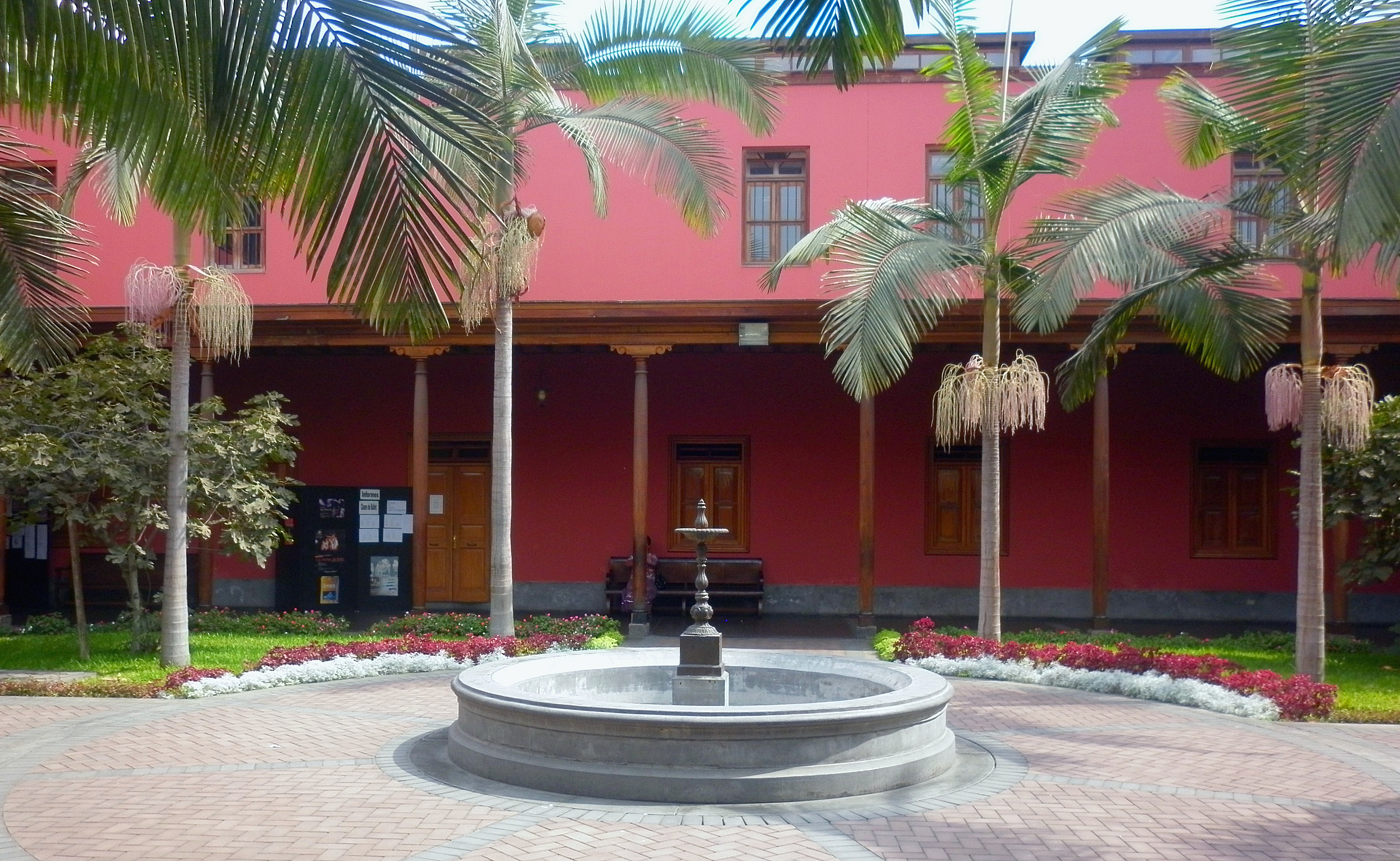
En sus primeros años la Escuela de Ingenieros funcionó en los ambientes contiguos al Patio de Chicos de la Casona de San Marcos.

La Escuela funcionó inicialmente en el Patio de Chicos del recinto sanmarquino conocido hoy como la Casona de San Marcos. Durante la ocupación de Lima el ejército chileno invadió el local y lo convirtió en un cuartel, las clases tuvieron que impartirse por tanto en locales provisionales como el Instituto Científico propiedad de José Granda y en ambientes alquilados del Convento de Santo Domingo. Tras el retiro del ejército invasor en 1883, la Escuela emprendió un esfuerzo de reconstrucción a la vez que buscó una sede propia. En 1889 el Estado le cedió un local en el centro de Lima conocido como Espíritu Santo, ubicado en el cruce de los actuales jirón Callao y avenida Tacna, donde permaneció hasta 1946. La principal fuente de ingresos de la Escuela provino del impuesto a las minas hasta 1897, año en que empezó a depender económicamente del Ministerio de Fomento. Durante este primer periodo de su historia la Escuela editó periódicamente dos publicaciones: los Anales de Construcciones Civiles y de Minas del Perú y el Boletín de Minas, Industria y Construcción, los cuales tuvieron trascendencia internacional.

### Crecimiento y modernización
En el año de 1910 se implementó una reforma en la entonces escuela con el objetivo de adaptarse a los nuevos tiempos y las nuevas tecnologías surgidas por esa época. Como consecuencia se implementaron dos nuevas secciones: Mecánica Eléctrica y Arquitectos-Constructores. El 19 de julio de 1955 la Escuela de Ingenieros pasó a llamarse Universidad Nacional de Ingeniería y sus Departamentos de Especialidad pasaron a ser facultades.

## Gobierno
Como comunidad académica dedicada a la investigación y docencia, la Universidad Nacional de Ingeniería es una entidad autónoma reconocida por el Estado peruano. Su autonomía se manifiesta en los ámbitos normativo, de gobierno, académico, administrativo y económico. El gobierno de la universidad es ejercido por las siguientes instancias:
- Asamblea Universitaria: Es el mayor órgano de gobierno de la universidad, está integrada por el rector, el vicerrector académico, el vicerrector administrativo, los decanos de las facultades, el director de la escuela de postgrado, los representantes de los profesores de las diversas facultades en número igual al doble de la suma de las autoridades universitarias, donde la mitad son principales, un tercio asociados y un sexto auxiliares, los representantes de los estudiantes en la proporción de un tercio del número total de los miembros de la Asamblea y un representante de los graduados.

- Consejo Universitario: Es el mayor órgano de promoción y de ejecución de la universidad, está integrado por el rector, los vicerrectores académico y administrativo, los decanos de las facultades, el director de la Escuela de Posgrado, los representantes de los estudiantes en la proporción de un tercio del total de miembros del Consejo y por un representante de los graduados.

- Rectorado: El rector es el representante legal de la UNI. También preside los dos órganos principales de gobierno de la universidad: la Asamblea Universitaria y el Consejo Universitario. Existen además dos vicerrectores: el académico y el administrativo. Ellos apoyan al rector en el gobierno de la universidad y en caso de impedimento o vacancia, uno de ellos asume el cargo. El Dr. Jorge Alva Hurtado ocupó el cargo de rector en el periodo 2015-2020,[10] siendo sucedido interinamente por la Dra. Luz De Fátima Eyzaguirre —la primera mujer en ocupar la máxima autoridad de la institución en toda su historia—[11] y luego por el Dr. Pedro Canales García.[12] Para el periodo 2021-2026 fue elegido como rector el Dr. Pablo Alfonso López-Chau Nava.[13]

## Estudios

### Admisión
La admisión a la universidad se realiza por concurso público dos veces al año en los meses de febrero y agosto. Entre las diferentes modalidades de ingreso dirigidas a los egresados de educación secundaria la más popular es el examen ordinario. Con el objetivo de seleccionar a los postulantes más capacitados para afrontar el alto nivel académico de los estudios de ingeniería, arquitectura y ciencias; la UNI tiene uno de los exámenes de admisión más exigentes del Perú. Este examen consta de tres partes que son evaluadas en tres fechas (lunes, miércoles y viernes) y tienen una duración de tres horas cada una. La primera evalúa conocimientos de aptitud académica y humanidades, la segunda evalúa conocimientos de matemática y la tercera examina física y química. Los postulantes a la especialidad de Arquitectura deben rendir además una prueba de aptitud vocacional. En 2020 las carreras más demandadas fueron Ingeniería Civil, Arquitectura, Ingeniería de Sistemas, Ingeniería Mecatrónica e Ingeniería Industrial, estas en conjunto reunieron a más de la mitad del total de postulantes. Además de la exigencia académica, la competitividad del proceso de admisión a la UNI es muy alta. La tasa de selectividad ese mismo año fue de un ingresante por cada nueve postulantes.

### Áreas académicas
La UNI se especializa en el campo de la ingeniería, las ciencias y la arquitectura. En sus once facultades se ofrecen 31 programas de pregrado, 59 maestrías y 14 doctorados. La mayor parte de sus escuelas profesionales de ingeniería y ciencias se encuentran acreditadas por ABET mientras que arquitectura cuenta con acreditación del Royal Institute of British Architects. Los estudios de pregrado tienen una duración de cinco años dentro de los cuales un año corresponde a estudios generales y los cuatro siguientes a estudios de especialidad. Los estudios de maestría se desarrollan en el plazo de dos años mientras que los de doctorado en tres.
| Facultad                                                                   | Escuela                                      | Maestría | Doctorado                                                                                        |
| -------------------------------------------------------------------------- | -------------------------------------------- | --- | ------------------------------------------------------------------------------------------------ |
| Facultad de Arquitectura, Urbanismo y Artes (FAUA)                         | Arquitectura                                 | - Conservación y Gestión del Patrimonio Edificado - Planificación y Gestión urbana y Regional - Arquitectura, Historia, Teoría y Crítica - Planificación y Gestión de la Vivienda - Regeneración Urbana                                                                                      |                                                                                                  |
| Facultad de Ciencias (FC)                                                  | Física                                       | - Ciencia de la computación - Energías Renovables y Eficiencia Energética - Física - Física Médica - Matemática Aplicada - Química - Economía Matemática - Energía Nuclear | - Física - Matemática - Química                                                                  |
| Facultad de Ciencias (FC)                                                  | Matemática                                   | - Ciencia de la computación - Energías Renovables y Eficiencia Energética - Física - Física Médica - Matemática Aplicada - Química - Economía Matemática - Energía Nuclear | - Física - Matemática - Química                                                                  |
| Facultad de Ciencias (FC)                                                  | Química                                      | - Ciencia de la computación - Energías Renovables y Eficiencia Energética - Física - Física Médica - Matemática Aplicada - Química - Economía Matemática - Energía Nuclear | - Física - Matemática - Química                                                                  |
| Facultad de Ciencias (FC)                                                  | Ingeniería Física                            | - Ciencia de la computación - Energías Renovables y Eficiencia Energética - Física - Física Médica - Matemática Aplicada - Química - Economía Matemática - Energía Nuclear | - Física - Matemática - Química                                                                  |
| Facultad de Ciencias (FC)                                                  | Ciencias de la Computación                   | - Ciencia de la computación - Energías Renovables y Eficiencia Energética - Física - Física Médica - Matemática Aplicada - Química - Economía Matemática - Energía Nuclear | - Física - Matemática - Química                                                                  |
| Facultad de Ingeniería Ambiental (FIA)                                     | Ingeniería Sanitaria                         | - Gestión Ambiental - Higiene Ocupacional - Tratamiento de Aguas y Reúso de Desechos | - Abastecimiento de Agua y Saneamiento - Desarrollo Sostenible - Seguridad y Salud en el Trabajo |
| Facultad de Ingeniería Ambiental (FIA)                                     | Ingeniería de Higiene y Seguridad Industrial | - Gestión Ambiental - Higiene Ocupacional - Tratamiento de Aguas y Reúso de Desechos | - Abastecimiento de Agua y Saneamiento - Desarrollo Sostenible - Seguridad y Salud en el Trabajo |
| Facultad de Ingeniería Ambiental (FIA)                                     | Ingeniería Ambiental                         | - Gestión Ambiental - Higiene Ocupacional - Tratamiento de Aguas y Reúso de Desechos | - Abastecimiento de Agua y Saneamiento - Desarrollo Sostenible - Seguridad y Salud en el Trabajo |
| Facultad de Ingeniería Civil (FIC)                                         | Ingeniería Civil                             | - Estructuras - Hidráulica - Geotecnia - Transportes - Gestión Tecnológica Empresarial - Dirección y Administración de la Construcción - Tecnología de la Construcción - Riesgo de Desastres                                                                                                 |                                                                                                  |
| Facultad de Ingeniería Económica, Estadística y Ciencias Sociales (FIEECS) | Ingeniería Económica                         | - Gerencia Pública - Proyectos de Inversión - Ciencias Actuariales - Econometría Bancaria y Financiera - Gestión Cuantitativa del Riesgo Financiero - Ingeniería Financiera | - Gobierno y Políticas Públicas                                                                  |
| Facultad de Ingeniería Económica, Estadística y Ciencias Sociales (FIEECS) | Ingeniería Estadística                       | - Gerencia Pública - Proyectos de Inversión - Ciencias Actuariales - Econometría Bancaria y Financiera - Gestión Cuantitativa del Riesgo Financiero - Ingeniería Financiera | - Gobierno y Políticas Públicas                                                                  |
| Facultad de Ingeniería Eléctrica y Electrónica (FIEE)                      | Ingeniería Eléctrica                         | - Automática e Instrumentación - Telemática - Telecomunicaciones - Procesamiento Digital de Señales e Imágenes - Sistemas de Potencia |                                                                                                  |
| Facultad de Ingeniería Eléctrica y Electrónica (FIEE)                      | Ingeniería Electrónica                       | - Automática e Instrumentación - Telemática - Telecomunicaciones - Procesamiento Digital de Señales e Imágenes - Sistemas de Potencia |                                                                                                  |
| Facultad de Ingeniería Eléctrica y Electrónica (FIEE)                      | Ingeniería de Telecomunicaciones             | - Automática e Instrumentación - Telemática - Telecomunicaciones - Procesamiento Digital de Señales e Imágenes - Sistemas de Potencia |                                                                                                  |
| Facultad de Ingeniería Eléctrica y Electrónica (FIEE)                      | Ingeniería de Ciberseguridad                 | - Automática e Instrumentación - Telemática - Telecomunicaciones - Procesamiento Digital de Señales e Imágenes - Sistemas de Potencia |                                                                                                  |
| Facultad de Ingeniería Geológica, Minera y Metalúrgica (FIGMM)             | Ingeniería Geológica                         | - Gestión minera - Minería y Medio Ambiente - Seguridad y Salud Minera - Ingeniería de Minas - Ingeniería Geológica - Ingeniería Metalúrgica |                                                                                                  |
| Facultad de Ingeniería Geológica, Minera y Metalúrgica (FIGMM)             | Ingeniería Metalúrgica                       | - Gestión minera - Minería y Medio Ambiente - Seguridad y Salud Minera - Ingeniería de Minas - Ingeniería Geológica - Ingeniería Metalúrgica |                                                                                                  |
| Facultad de Ingeniería Geológica, Minera y Metalúrgica (FIGMM)             | Ingeniería de Minas                          | - Gestión minera - Minería y Medio Ambiente - Seguridad y Salud Minera - Ingeniería de Minas - Ingeniería Geológica - Ingeniería Metalúrgica |                                                                                                  |
| Facultad de Ingeniería Industrial y de Sistemas (FIIS)                     | Ingeniería Industrial                        | - Ingeniería Industrial - Ingeniería de Sistemas | - Ingeniería Industrial - Ingeniería de Sistemas                                                 |
| Facultad de Ingeniería Industrial y de Sistemas (FIIS)                     | Ingeniería de Sistemas                       | - Ingeniería Industrial - Ingeniería de Sistemas | - Ingeniería Industrial - Ingeniería de Sistemas                                                 |
| Facultad de Ingeniería Industrial y de Sistemas (FIIS)                     | Ingeniería de Software                       | - Ingeniería Industrial - Ingeniería de Sistemas | - Ingeniería Industrial - Ingeniería de Sistemas                                                 |
| Facultad de Ingeniería Mecánica (FIM)                                      | Ingeniería Mecánica                          | - Gerencia e Ingeniería de Mantenimiento - Gerencia de Proyectos Electromecánicos - Energética - Aplicación Energética del Gas Natural - Ingeniería Mecatrónica - Ingeniería Naval - Diseño de Máquinas - Ciencia de los Materiales - Motores de Combustión Interna - Ingeniería Aeronáutica | - Energética                                                                                     |
| Facultad de Ingeniería Mecánica (FIM)                                      | Ingeniería Mecánica Eléctrica                | - Gerencia e Ingeniería de Mantenimiento - Gerencia de Proyectos Electromecánicos - Energética - Aplicación Energética del Gas Natural - Ingeniería Mecatrónica - Ingeniería Naval - Diseño de Máquinas - Ciencia de los Materiales - Motores de Combustión Interna - Ingeniería Aeronáutica | - Energética                                                                                     |
| Facultad de Ingeniería Mecánica (FIM)                                      | Ingeniería Naval                             | - Gerencia e Ingeniería de Mantenimiento - Gerencia de Proyectos Electromecánicos - Energética - Aplicación Energética del Gas Natural - Ingeniería Mecatrónica - Ingeniería Naval - Diseño de Máquinas - Ciencia de los Materiales - Motores de Combustión Interna - Ingeniería Aeronáutica | - Energética                                                                                     |
| Facultad de Ingeniería Mecánica (FIM)                                      | Ingeniería Mecatrónica                       | - Gerencia e Ingeniería de Mantenimiento - Gerencia de Proyectos Electromecánicos - Energética - Aplicación Energética del Gas Natural - Ingeniería Mecatrónica - Ingeniería Naval - Diseño de Máquinas - Ciencia de los Materiales - Motores de Combustión Interna - Ingeniería Aeronáutica | - Energética                                                                                     |
| Facultad de Ingeniería Mecánica (FIM)                                      | Ingeniería Aeroespacial                      | - Gerencia e Ingeniería de Mantenimiento - Gerencia de Proyectos Electromecánicos - Energética - Aplicación Energética del Gas Natural - Ingeniería Mecatrónica - Ingeniería Naval - Diseño de Máquinas - Ciencia de los Materiales - Motores de Combustión Interna - Ingeniería Aeronáutica | - Energética                                                                                     |
| Facultad de Ingeniería de Petróleo, Gas Natural y Petroquímica (FIP)       | Ingeniería de Petróleo y Gas Natural         | - Ingeniería de Petróleo y Gas Natural |                                                                                                  |
| Facultad de Ingeniería de Petróleo, Gas Natural y Petroquímica (FIP)       | Ingeniería Petroquímica                      | - Ingeniería de Petróleo y Gas Natural |                                                                                                  |
| Facultad de Ingeniería Química y Textil (FIQT)                             | Ingeniería Química                           | - Ingeniería de Procesos - Ingeniería Química - Gestión de Empresas Textiles |                                                                                                  |
| Facultad de Ingeniería Química y Textil (FIQT)                             | Ingeniería Textil                            | - Ingeniería de Procesos - Ingeniería Química - Gestión de Empresas Textiles |                                                                                                  |

## Investigación
- Chasqui 1 (nanosatélite)

### Centros y institutos de investigación
La universidad tiene varios centros y institutos de investigación en diferentes áreas.
- Laboratorio Nacional de Hidráulica (LNH-UNI)
- Centro Peruano-Japonés de Investigaciones Sísmicas y Mitigación de Desastres (CISMID)
- Instituto Nacional de Investigación y Capacitación de Telecomunicaciones (INICTEL)
- Centro de Energías Renovables y Uso Racional de Energía de la Universidad Nacional de Ingeniería (CER-UNI)
- Instituto de Matemáticas y Ciencias Afines (IMCA)
- Instituto para la Mitigación de los Efectos del Fenómeno El Niño (IMEFEN)
- Centro de Historia UNI
- Centro para el Desarrollo de Materiales Avanzados y Nanotecnología (CEMAT-UNI)
- Observatorio Astronómico (OAUNI)

### Revistas científicas
- Amaru (revista)
- EST (revista)
- Urbes (revista)

## Campus
Tras haber funcionado por más de 50 años en un edificio del centro de Lima, en 1943 la UNI se mudó a su actual local ubicado en el distrito del Rímac, en el límite con los distritos de San Martín de Porres e Independencia. Este predio tiene una extensión de 66 hectáreas y se extiende por casi dos kilómetros a lo largo de la avenida Túpac Amaru, con la que limita hacia el Oeste. El campus está dividido por una vía de servidumbre que da acceso a una urbanización ubicada a espaldas de la UNI. La mayoría de facultades y dependencias de la universidad se encuentran al sur de esta vía. Además de su local principal la UNI cuenta con un recinto en el distrito de San Borja donde se encuentran las instalaciones del INICTEL-UNI.
El campus está servido principalmente por las estaciones UNI y Honorio Delgado del Metropolitano. Está rodeado de una zona residencial en su frente occidental y septentrional mientras que hacia al oriente está bordeado por laderas de cerros. En su extensión se albergan a los edificios de las once facultades de la universidad además de la biblioteca central, el teatro de la UNI, instalaciones deportivas como el estadio y el coliseo universitario, el Museo de Artes y Ciencias Eduardo de Habich, el Museo de Mineralogía y Paleontología, el comedor de estudiantes, las residencias universitarias, el Laboratorio Nacional de Hidráulica, el Centro de Tecnologías de Información y Comunicaciones, el Centro Peruano Japonés de Investigaciones Sísmicas y Mitigación de Desastres, el Centro de Proyección y Responsabilidad Social, una planta de tratamiento aguas residuales y un pequeño sitio arqueológico prehispánico conocido como Huaca UNI-CISMID. Además dentro de su área se halla una zona concesionada de uso comercial donde se encontraban una tienda de supermercados Metro hasta su cierre en el año 2024, salas de cine (CineStar) y un hospital móvil perteneciente al Sistema Metropolitano de la Solidaridad de la Municipalidad Metropolitana de Lima.

## Alumnos y catedráticos
El número de estudiantes de pregrado de la UNI ascendió a 12 060 en el segundo semestre de 2019. Su alumnado proviene de todos los departamentos del Perú, con una mayoría limeña que alcanza el 66 % del total. La desigualdad de género es muy alta entre sus estudiantes, tan solo un 15 % del alumnado son mujeres. Para el mismo periodo de 2019 la cantidad de alumnos de posgrado alcanzó un total de 1071 estudiantes mientras que la población docente sumó 1339 profesores.

## Rankings académicos
En los últimos años se ha generalizado el uso de rankings universitarios internacionales para evaluar el desempeño de las universidades a nivel nacional y mundial; siendo estos rankings clasificaciones académicas que ubican a las instituciones de acuerdo a una metodología científica de tipo bibliométrica que incluye criterios objetivos medibles y reproducibles, tomando en cuenta por ejemplo: la reputación académica, la reputación de empleabilidad para los egresantes, la citas de investigación a sus repositorios y su impacto en la web. Del total de 92 universidades licenciadas en el Perú, la Universidad Nacional de Ingeniería se ha ubicado regularmente dentro de los diez primeros lugares a nivel nacional en los rankings universitarios internacionales.
| Puesto | Universidad                               | Región         | Clasificaciones mundiales | Clasificaciones mundiales | Clasificaciones mundiales | Clasificaciones mundiales | Clasificaciones mundiales | Promedio (2024) |
| Puesto | Universidad                               | Región         | Webometrics 2025          | Times 2024                | QS 2024                   | Scimago 2025              | URAP 2024                 | Promedio (2024) |
| ------ | ----------------------------------------- | -------------- | ------------------------- | ------------------------- | ------------------------- | ------------------------- | ------------------------- | --------------- |
| 1      | Pontificia Universidad Católica del Perú  | Lima           | 1                         | 2                         | 1                         | 1                         | 2                         | 1.40            |
| 2      | Universidad Nacional Mayor de San Marcos  | Lima           | 2                         | —                         | 2                         | 2                         | 3                         | 2.25            |
| 3      | Universidad Peruana Cayetano Heredia      | Lima           | 9                         | 1                         | 3                         | 3                         | 1                         | 3.40            |
| 4      | Universidad Peruana de Ciencias Aplicadas | Lima           | 4                         | 3                         | 6                         | 4                         | —                         | 4.25            |
| 5      | Universidad Nacional Agraria La Molina    | Lima           | 7                         | —                         | 6                         | 3                         | —                         | 5.33            |
| 6      | Universidad de Lima                       | Lima           | 3                         | —                         | 3                         | 16                        | —                         | 7.33            |
| 7      | Universidad San Ignacio de Loyola         | Lima           | 10                        | —                         | 10                        | 7                         | —                         | 9.00            |
| 8      | Universidad de Piura                      | Piura y Lima   | 13                        | —                         | 6                         | —                         | —                         | 9.50            |
| 9      | Universidad Tecnológica del Perú          | Lima y 5 sedes | 15                        | —                         | —                         | 5                         | —                         | 10.00           |
| 10     | Universidad Nacional de Ingeniería        | Lima           | 6                         | —                         | 6                         | 18                        | —                         | 10.00           |
| 11     | Universidad Ricardo Palma                 | Lima           | 11                        | —                         | —                         | 11                        | —                         | 11.00           |
| 12     | Universidad del Pacífico                  | Lima           | 8                         | —                         | 3                         | 23                        | —                         | 11.33           |
| 13     | Universidad de San Martín de Porres       | Lima           | 14                        | —                         | —                         | 12                        | —                         | 13.00           |
| 14     | Universidad Científica del Sur            | Lima           | 5                         | —                         | —                         | 21                        | —                         | 13.00           |
| 15     | Universidad Nacional de Trujillo          | La Libertad    | 16                        | —                         | —                         | 12                        | —                         | 14.00           |